# Luiz Revite
Luiz Revite (13 de abril de 1987) es un deportista brasileño que compitió en judo. Ganó una medalla de oro en el Campeonato Panamericano de Judo de 2013, en la categoría de –66 kg.

## Palmarés internacional
| Campeonato Panamericano | Campeonato Panamericano | Campeonato Panamericano | Campeonato Panamericano |
| Año                     | Lugar                   | Medalla                 | Categoría               |
| ----------------------- | ----------------------- | ----------------------- | ----------------------- |
| 2013                    | San José (Costa Rica)   | Medalla de oro          | –66 kg                  |